# 光 (BREAKERZ单曲)
《光》是BREAKERZ的第6張單曲。2009年7月15日由ZAIN RECORDS發售。

## 收錄曲

### 初回盤A
1. 光
  - 作詞・作曲：DAIGO / 編曲：BREAKERZ

讀賣電視台制作・日本電視台系動畫《名偵探柯南》片尾曲。
2. Faraway So Close.
  - 作詞・作曲：AKIHIDE / 編曲：BREAKERZ
3. Everlasting Luv (Live Version)
  - 作詞：DAIGO / 作曲：DAIGO・SHINPEI / 編曲：BREAKERZ

5th單曲《Everlasting Luv／BAMBINO 〜小孩〜》的第1首曲的現場版本。

### 初回盤B
1. 光
2. Faraway So Close.
3. BAMBINO 〜小孩〜(Live Version)
  - 作詞：DAIGO  / 作曲：SHINPEI / 編曲：BREAKERZ

5th單曲《Everlasting Luv／BAMBINO 〜小孩〜》的第2首曲的現場版本。

### 通常盤
1. 光
2. Faraway So Close.
3. B.R.Z 〜明日への架橋〜（Acoustic Version）
  - 作詞・作曲：DAIGO / 編曲：DJ ME-YA・BREAKERZ

2nd專輯《CRASH & BUILD》收錄曲的聲音版本。聲音迷你專輯《B.R.Z ACOUSTIC》亦有收錄。

### Musing盤
1. 光
2. Faraway So Close.

## 参加音樂家
- 美久月千晴 - 貝斯
- 山木秀夫 - 爵士鼓
- 小野塚晃（DIMENSION） - 鋼琴

## 相關項目
- Being (公司)
- 澀谷公会堂

| 電視動畫『名偵探柯南』結尾曲 2009年7月11日 - 2009年12月26日 |                 |                                                       |
| 前作: GARNET CROW 『Doing all right』                       | BREAKERZ 『光』 | 次作: Hundred Percent Free 『Hello Mr. my yesterday』 |